# Dan Slobin
Dan Isaac Slobin (Detroit, 7 de mayo de 1939) es un profesor emérito de psicología y lingüística en la Universidad de California, Berkeley. Slobin ha hecho contribuciones importantes a la adquisición del lenguaje por parte de los niños, y su trabajo ha mostrado la relevancia de la comparación entre lenguas para el estudio del aprendizaje del lenguaje y para la psicolingüística en general.
Dan Slobin se graduó en psicología en la Universidad de Míchigan en 1960, y se doctoró en psicología social en la Universidad de Harvard en 1964. Además de haber trabajado en la Universidad de California, Slobin ha ejercido como profesor invitado en varias universidades alrededor del mundo, incluyendo la de Boğaziçi, la de Tel-Aviv, el Instituto Max Planck de Psicolingüística, el Centro Nacional de la Recherche Scientifique (CNRS) y la Universidad de Stanford.
Slobin ha estudiado ampliamente la forma en que los hablantes de diferentes idiomas, entre ellos niños y adultos, ordenan la información sobre las relaciones espaciales y sobre eventos de movimiento. Argumentó que convertirse en un hablante competente de un idioma requiere aprender ciertos modos específicos de pensamiento para el lenguaje, a los que él denominó "pensar para hablar". Este "pensar para hablar" de Slobin puede ser descrito como una versión contemporánea y moderada de la hipótesis Sapir-Whorf, que afirma que el lenguaje que aprendemos da forma a la manera en que percibimos y pensamos la realidad. Este punto de vista es a menudo contrastado con la gramática universal de Noam Chomsky y otros, que consideran la adquisición del lenguaje como un proceso en gran medida independiente del aprendizaje y del desarrollo cognitivo.

## Investigaciones
Dan Slobin publicó en 2007 su estudio Children use canonical sentence schemas: A crosslinguistic study of word order and inflections. El objetivo de este es mostrar que no debemos generalizar que la adquisición del inglés por parte de un niño es la misma que la adquisición de cualquier otro idioma. Slobin defendió que los niños "construyen un esquema de oración canónica como un modo preliminar de organizar la estructura para el comportamiento verbal. Este esquema de oración canónica proporciona una explicación funcional para el orden de palabras y para las estrategias flexivas, basadas en el intento de cada niño para dominar rápidamente las habilidades comunicativas básicas en su propio idioma."
Para el experimento, modificó un método de investigación ya existente: el método de comparación de la tarea donde presentó el "diseño para la prueba con 48 niños" (tres niñas y tres niños en cada uno de los ocho grupos de edad: de 0 a 2, de 2 a 4, de 2 a 8, de 0 a 3, de 3 a 4, de 3 a 8, de 0 a 4 y de 4). En la tarea, cada niño se presentó con un par de animales de juguete o muñecas y se le pidió que realizara una acción de un objeto sobre el otro. Por ejemplo: "He aquí un camello. Pensemos pequeña historia sobre él. Qué tal, "el camello está durmiendo". ¿Me puedes mostrar cómo sería?" Durante el periodo de diez días, cada niño fue sujeto de tres variantes diferentes de esta misma prueba. Hubo, durante la prueba, 18 verbos y 18 formas que estaban sujetos a permutaciones, bien en el orden de las palabras o bien mediante flexión. Los resultados se presentan en forma de tablas que muestran los porcentajes de la primera elección en cada uno de los cuatro idiomas por orden de elección, si es sujeto-objeto, Sustantivo-objeto, etc. Lo más significativo de los resultados fue que los niños turcos tenían una competencia bastante elevada para la construcción de oraciones. En general, los hablantes de turco lo hacen mucho mejor que los hablantes de otras lenguas. "Los niños ingleses e italianos más jóvenes lo hacen mucho mejor a un nivel intermedio, y los niños serbo-croatas sufren las mayores dificultades."
Slobin cree que el lenguaje es adquirido mediante aprendizaje, así como también a través del desarrollo cognitivo de un niño. Su elección de método está condicionada por su postura teórica. En las actividades de tareas de comparación, sus sujetos son expuestos a diversas pruebas, administradas de manera diferente en un plazo de diez días. En la tarea de comparación, sus sujetos deben actuar de una determinada manera o responder de acuerdo con las instrucciones dadas.
Su investigación mostró que, en general, "los niños parecían preparados para aprender tanto lenguajes flexivos como aquellos que requieren un orden en las palabras". Estos resultados contradijeron sus "expectativas anteriores basadas en la supuesta naturalidad del orden de palabras fijo, la adquisición del turco no resulta perjudicada por el hecho de que el orden de las palabras no sea un indicador de las relaciones semánticas, ya que todos los lenguajes difieren el uno del otro en todo un abanico de dimensiones ". Es decir, "no se puede generalizar sobre la adquisición del inglés como un simple ejemplo de la adquisición de un tipo particular de lenguaje". Slobin mostró esto con los resultados del experimento. A pesar de ello, sus sujetos eran mayoritariamente de países europeos o de Norteamérica, y no había ninguno de ningún país asiático. Su estudio posterior, "El Proyecto de la Historia de la Rana", sí ha sido ampliamente reconocido.

## Otras tareas
También diseñó un proyecto, en colaboración con Ruth Berman, a comienzos de la década de los 80. Creó "El Proyecto de la Historia de la Rana", una herramienta de investigación que consistía en un libro de cuentos que contenía 24 imágenes y ninguna palabra. Esto hace posible que surjan narrativas comparables en contenido pero diferentes en cuanto a la forma, que diferirá en función de la edad y la lengua de los participantes. En este estudio hay datos de docenas de lenguas y de la mayoría de los tipos lingüísticos del mundo. Berman y Slobin compararon el inglés, el alemán, el español, el hebreo y el turco en varias dimensiones.
Su proyecto ha sido mencionado por Raphael Berthele, una profesora de la Universidad de Friburgo, en Suiza, a su contribución a la obra colectiva  Crosslinguistic approaches to the psychology approach , editada por Elena Lieven y Jiansheng Guo.